# Йохан Мориц Густав фон Мандершайд-Бланкенхайм
Йохан Мориц Густав фон Мандершайд-Бланкенхайм (на немски: Johann Moritz Gustav von Manderscheid-Blankenheim; на чешки: Jan Mořic Gustav z Manderscheid-Blankenheimu; * 12 юни 1676, Бланкенхайм; † 26 октомври 1763, дворец Брезани/Бресан, западно от Прага) е епископ на Винер Нойщат (1722 – 1734), от 1725 г. катедрален пропст в Кьолн, архиепископ на Прага (1735 – 1763), също примас на Кралство Бохемия.

## Биография
Той е син на граф Салентин Ернст фон Мандершайд-Бланкенхайм (1630 – 1705) и втората му съпруга Юлиана Кристина Елизабет фон Ербах-Ербах (1641 – 1692), дъщеря на граф Георг Албрехт I фон Ербах и Елизабет Доротея фон Хоенлое-Шилингсфюрст.
От 1685 г. Йохан Мориц Густав е в Кьолнския катедрален капител. През 1692 г. е студент в университета на Кьолн и през 1695 г. е в катедралния капител в Страсбург. През 1721 г. император Карл VI го прави епископ на Винер Нойщат. На 3 август 1721 г. е помазан за свещеник и е одобрен от папа Инокентий XIII на 14 януари 1722 г. като епископ на Винер Нойщат.
През 1730 г. Йохан Мориц Густав е номиниран за архиепископ на Палермо, но не е въведен там в служба. На 1 декември 1733 г. император Карл VI го номинира за архиепископ на Прага.